# Lithophane rhizolitha
Lithophane rhizolitha là một loài bướm đêm trong họ Noctuidae.